# Coupe du Roi masculine de water-polo
Pour les articles homonymes, voir Coupe du Roi.
La Coupe d'Espagne de water-polo masculin ou Coupe du Roi est une compétition annuelle de water-polo jouée entre les clubs espagnols.

## Palmarès masculin
- 1986-1987 : Club Natació Catalunya
- 1987-1988 : Club Natació Catalunya
- 1988-1989 : Club Natació Barcelona
- 1989-1990 : Club Natació Catalunya
- 1990-1991 : Club Natació Barcelona
- 1991-1992 : Club Natació Catalunya
- 1992-1993 : Club Esportiu Mediterrani
- 1993-1994 : Club Natació Catalunya
- 1994-1995 : Club Natació Barcelona
- 1995-1996 : Club Natació Barcelona
- 1996-1997 : Club Natació Catalunya
- 1997-1998 : Club Natació Sabadell
- 1998-1999 : Club Natació Barcelona
- 1999-2000 : Club Natació Atlètic-Barceloneta
- 2000-2001 : Club Natació Atlètic-Barceloneta
- 2001-2002 : Club Natació Barcelona
- 2002-2003 : Club Natació Barcelona
- 2003-2004 : Club Natació Atlètic-Barceloneta
- 2004-2005 : Club Natació Sabadell
- 2005-2006 : Club Natació Atlètic-Barceloneta[1]
- 2006-2007 : Club Natació Atlètic-Barceloneta[1]
- 2007-2008 : Club Natació Atlètic-Barceloneta[1]
- 2008-2009 : Club Natació Atlètic-Barceloneta[1]
- 2009-2010 : Club Natació Atlètic-Barceloneta[1]
- 2010-2011 : Club Natació Barcelona[2]
- 2011-2012 : Club Natació Sabadell[3]